# Carveboard

O carveboard é um esporte radical que consiste em deslizar com um carveboard sobre superfícies duras (calçada, estrada, etc.). É também o nome do quadro que permite a prática deste esporte.

## História
O instrumento foi inventado por surfistas na Califórnia, com o intuito de trabalhar os movimentos do surf no dias em que não houvesse ondas no mar. O resultado é um board que, apesar de partilhar com o skate o mesmo playground de inspiração, oferece sensações muito diferentes. E apesar de sua anatomia (um shape, dois trucks, 4 rodas), o carveboard é olhado somente como primo skates, a técnica de deslizamento no carveboard, em última análise traz uma sensação muito mais próxima ao do surf.
A prática lembra algo mais famoso, o longskate: as rotas de descida (boardercross, slalom e particularmente a decida em montanhas). No entanto, ele enfatiza o trabalho do turno para o qual fornece todas as fantasias em variações da curva. Alguns modelos estão equipados com pneus, para uso em superfícies mais ásperas (asfalto ruim, terra, etc).
Para praticar, é obrigatório o uso de capacete

## Anatomia
O próprio board tem a distinção de estar ligado por truck de pequenas dobradiças que permitem mais ou menos a inclinação da placa em relação à horizontal. Ele pode inclinar cerca de 45 ° é muito mais flexível do que usar um skate com truck's convencionais. Isso permite que um angulo de ataque muito mais agressivo nas curvas, limitando a possibilidade perda de controle em curvas sinuosas.
A possibilidade de mudança instantânea de (Rail Para Rail), e pode ganhar velocidade por flexão-extensão que sé são encontradas no surf "shortboard". Este é o "estímulo" que permite sensações do surf em terra.

## Emulação de outros esportes
Como skateboarding em sua infância, o carveboard procura reproduzir sensações específicas do surf. Eles também encontrar similaridade com a pratica do snowboard ( o que não é nenhuma surpresa, dada a história do último). É por isso que hoje nós vendemos carveboards como uma forma de emulações do surf e snowboard. 
Mas não se engane, se essas qualidades são reais, eles não são necessariamente sensíveis a todos as práticas como alpine ou freeride snowboard carving. Além disso, ao contrário do freebord e do T-board, que foram desenvolvidos especificamente para emular snowboard, carveboard foi desenvolvido por surfistas para surfistas. Para atalhar os debates estéreis que inevitavelmente ocorrem em torno dessas novas ofertas de desportos de Inverno competitiva, basta lembrar que, em essência emulando surf ou snowboard em superfície dura, nunca será considerada imperfeita. 

## Popularidade
A popularidade e a prática do carveboard permanecem limitadas em comparação com longskate. Isto pode ser explicado pelo fato de que ele foi criado em conjunto com o skate (em 1970), e teve tempo para se desenvolver. Além disso, há também o preço das placas, como o carveboard é inovador o preço permanece elevado devido à falta de concorrência (apenas um número muito limitado de fabricantes têm a patente). O Brasil já conta com diversas equipes de carveboard espalhadas pelo país, especialmente nas regiões do Rio de Janeiro e São Paulo, sinal de que este esporte será dentro de muito pouco tempo um esporte com um grande número de adeptos e visibilidade a nível nacional.